# Honmon Butsuryū-shū

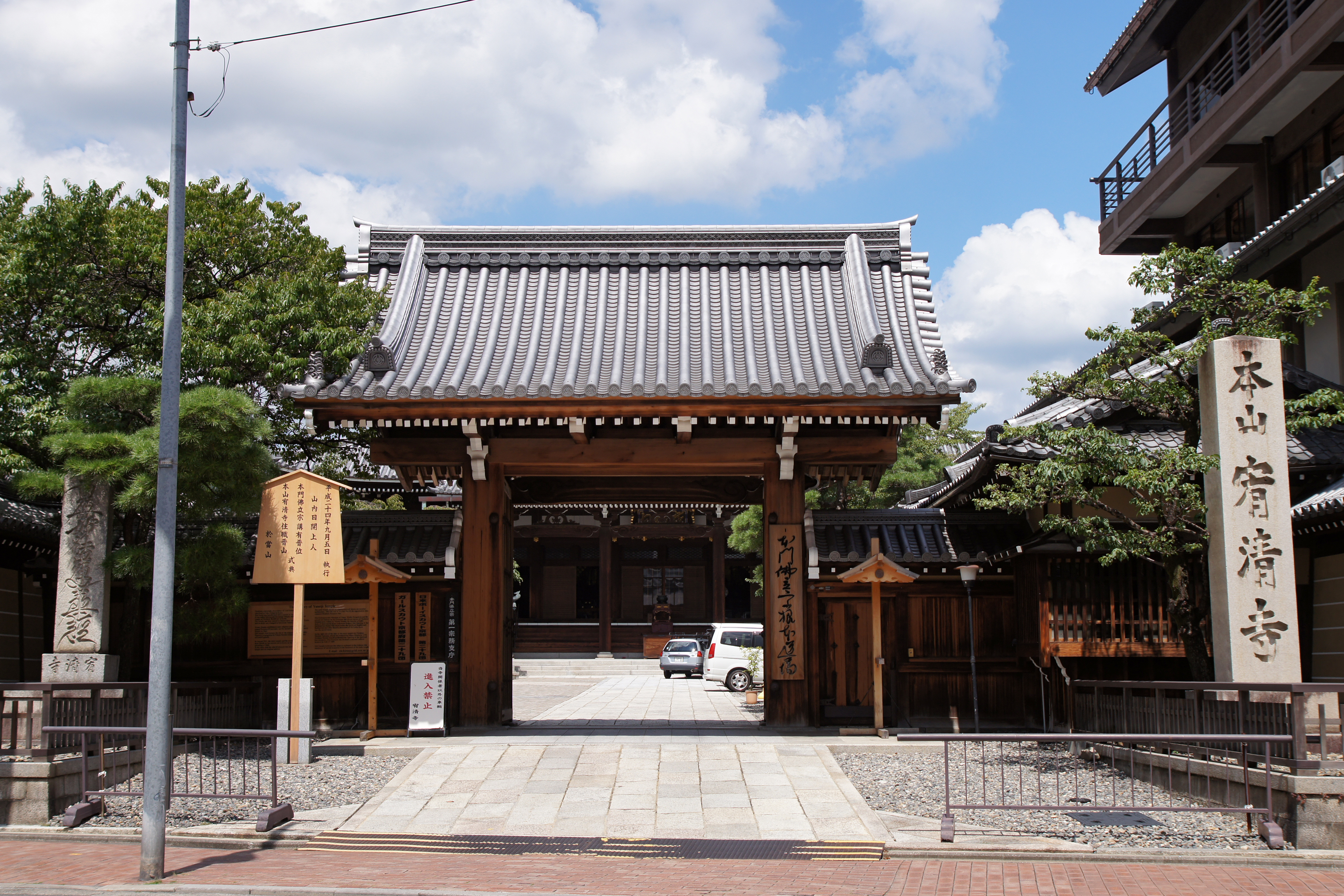
Eingang zum Yūsei-ji in Kyoto, Haupttempel der Honmon Butsuryū-shū

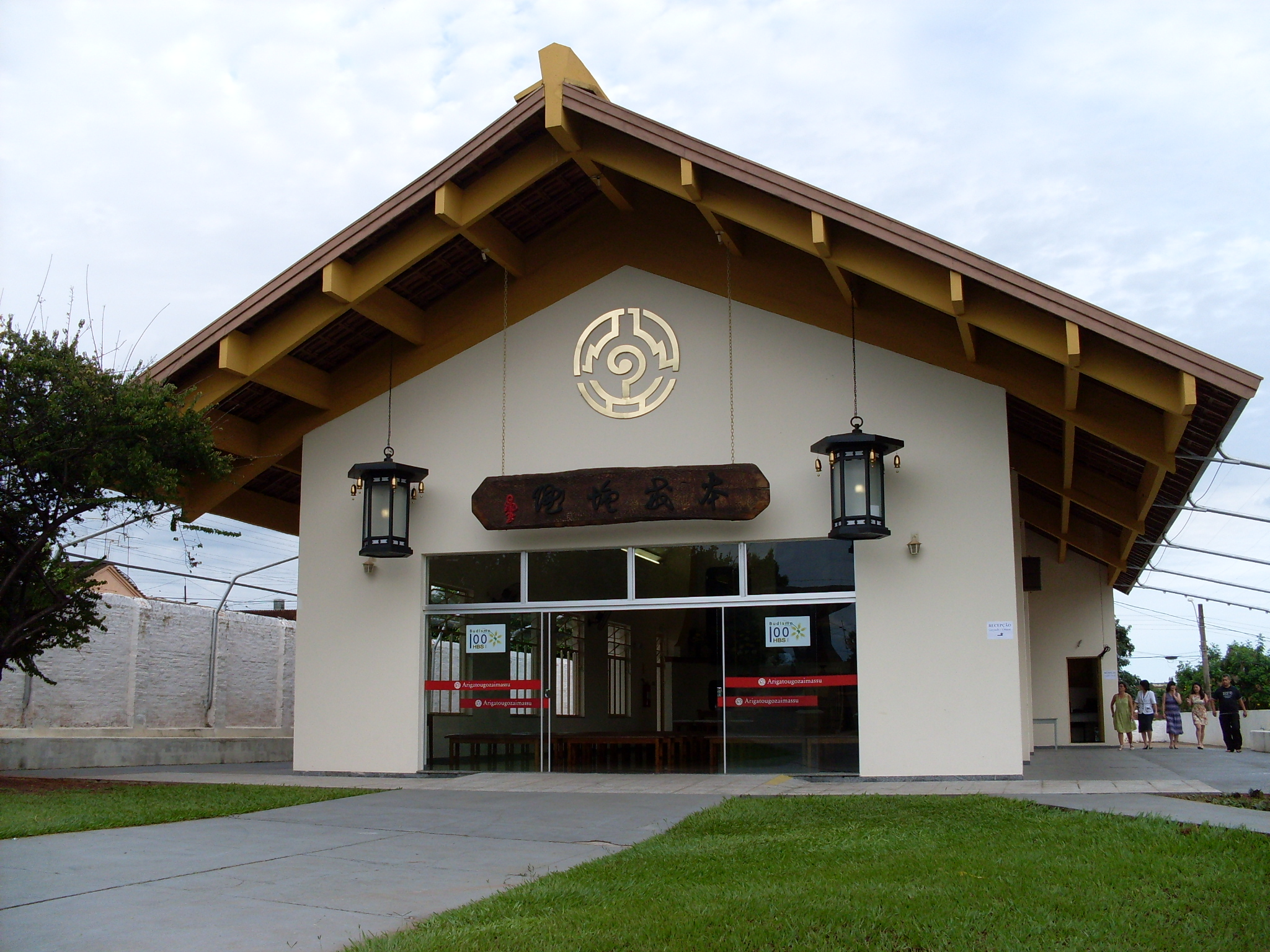
Der Taissen-ji Tempel der Honmon Butsuryū-shū in Brasilien

Die Honmon Butsuryū-shū (jap. 本門佛立宗) ist eine dem Nichiren-Buddhismus zuzurechnende buddhistische Schule.
Sie wurde zunächst als Laienorganisation im Jahre 1857 durch Nagamatsu Nissen (長松 日扇; 1817–1890) in Japan gegründet. In ihren Ursprüngen noch als „Honmon Butsuryū Ko“ der Honmon Hokke Shū angegliedert, wurde sie ab dem Jahre 1947 als Honmon Butsuryū-shū eine eigenständige Organisation. Zwar gilt diese Gruppierung allgemein als erste buddhistische Laienorganisation Japans, die sich dem Lotos-Sutra und den Lehren Nichirens widmete, doch führte sie im späteren Verlauf ihrer Geschichte das Priestertum wieder ein und wird somit mitunter auch zu den traditionellen Schulen des Nichiren-Buddhismus gezählt. Haupttempel der Honmon Butsuryū-shū ist der in Kyoto gelegene Yūsei-ji. Der Hauptanteil der Anhängerschaft befindet sich in Japan, wobei es auch Gemeinden in Nordamerika und Brasilien gibt.